# Homecoming (traditie)
Homecoming is een traditie uit Noord-Amerika, waarbij alumni en medewerkers het bestaan van een organisatie vieren. Het wordt meestal gevierd op highschools, colleges en university's in de Verenigde Staten en Canada.
Homecoming is een jaarlijkse traditie in de VS, waarbij iedereen van de highschools of colleges samenkomt met de inwoners van de town, dit gebeurt meestal aan het einde van september of begin oktober, om alumni en voormalige inwoners te verwelkomen bij terugkomst. Het is een meerdaags evenement. Tijdens het evenement staat de banquet of het gala centraal. Voor de rest bestaat homecoming veelal uit een wedstrijd American football, of soms een andere sport, zoals basketbal, ijshockey of voetbal. De wedstrijden worden thuis gespeeld. Verder bestaat het evenement uit activiteiten voor studenten en alumni, een parade met een showband en de bekroning van een homecoming queen (en op veel scholen ook een homecoming king). Meestal wordt de wedstrijd gevolgd door het gala, als dit niet op de dag zelf is, gebeurt dit de dag erna. Als het gala gelijk volgt na de wedstrijd, vindt homecoming traditiegetrouw plaats bij terugkomst van de footballspelers van hun langste road trip van hun seizoen. De wedstrijd zelf, wordt meestal gespeeld tegen een zwakkere tegenstander, omdat de wedstrijd bedoeld is als easy win.

## Ontstaan
De traditie van homecoming is ontstaan uit alumni-footballwedstrijden die sinds de 19de eeuw gespeeld werden op colleges en universiteiten. Veel scholen, waaronder Baylor, Southwester, Illinois en Missouri beroepen er zich op dat zij als eerste het moderne homecoming bedacht hebben. De NCAA, Trival Pursuit, Jeopardy!, en referenties uit de Amerikaanse televisieserie NCIS geven de titel aan de Universiteit van Missouri. In 1911 hielden zij een alumni-footballwedstrijd, waarbij de studenten werden aangemoedigd om naar toe te gaan. Het was het eerste jaarlijkse homecoming dat centraal stond rond een parade en Americanfootballwedstrijd.
In 1891 streden de Missouri Tigers tegen de Kansas Jayhawks. Dit groeide uit tot de Border War, de Kansas-Missourifootballrivaliteit. De intense rivaliteit vond eerst plaats op neutrale grond, meestal in Kansas City, Missouri.
Totdat er een nieuw reglement werd afgegeven. Daarin stond dat wedstrijden tussen colleges en universiteiten gespeeld dienen te worden eigen terrein van de campussen. Om de belangstelling voor de wedstrijd aan te wakkeren, een hoog toeschouwersaantal te verzekeren en om te vieren dat de twee teams elkaar voor het eerst troffen op de Mizou campus in Columbia, Missouri nodigde Mizou Athletic Director Chester Brewer alle alumni uit " to come home " voor de wedstrijd in 1911. Naast de footballwedstrijd bestonden de festiviteiten uit een parade en een spirit rally met een vreugde vuur. Het evenement was een succes, met ruim 9.000 alumni coming home om deel te nemen aan de viering, en te kijken naar de wedstrijd die eindigde in een gelijkspel. De Misouri jaarlijkse homecoming, met zijn parade en andere activiteiten gericht op de grote footballwedstrijd, is als model gaan staan voor de hedendaagse viering van homecoming op highschools en colleges in de Verenigde Staten.

## Tradities

### Homecoming court
Voor homecoming wordt een homecoming court samengesteld door middel van verkiezingen net zoals bij Prom gebruikelijk is. deze kan bestaan uit een homecoming king en homecoming queen, op sommige scholen worden ook homecoming prince(s) en -princess(es) verkozen. De samenstelling van het homecoming court kan verschillen per soort school. In het algemeen zijn de studenten die verkozen zijn laatstejaars, ook wel seniors, en de homecoming prins en prinses zijn underclassman, freshman en sophomores. door sommige scholen krijgen ook de derdejaars de juniors een titel, namelijk duke en duchess.
Wanneer de homecoming court wordt bekroond hangt af van plaatselijke tradities. De bekendmaking vindt plaats tijdens een pep rally, een bijeenkomst op school of tijdens een andere activiteit gedurende de week, meestal een of meerdere dagen voor de footballwedstrijd of gala. Vaak worden de voorgaande homecoming king en queen uitgenodigd om hun opvolgers te bekronen. Als zij niet aanwezig kunnen zijn wordt de taak uitgevoerd door een andere eerdere king of queen, populaire leraar, of een ander aangewezen persoon. De homecoming queen wordt meestal als eerste gekroond, gevolgd door de king. De wijze van kronen verschilt per plaats tot school.
mensen die niet gekroond worden tot homecoming king of queen uit de homecoming court worden vaak ook wel escorts of royalty genoemd. Zij worden vaak geacht evenals mee te doen met de activiteiten van de week. Op sommige scholen homecoming prince/princess, duke/duchess, etc. Soms mogen ook middle school en junior high studenten deelnemen aan de activiteiten tijdens homecoming
De verkiezingen vinden plaats door klasgenoten die studenten nomineren die het meeste hebben bijgedragen aan hun school, ook wel school spirit genoemd. Daarna stemmen de studenten op de genomineerden waarvan zij vinden dat die in de homecoming court verdienen te zitten. Uit deze kiezing wordt nogmaals eens gekozen door alle leerlingen van een school welke kandidaten tot homecoming queen en king worden verkozen.

### Parade
Tijdens veel vieringen van homecoming vindt er ook een rijdende parade plaats met een stoet van floats en cabrio's. De floats zijn een soort van praalwagens. Elke klas maakt een float klaar om mee te laten rijden met de parade, de float wordt daarbij versierd in het thema van de homecoming. Tijdens de parade wordt de muziek verzorgt door de band van de school, die soms hulp krijgt van voormalige alumni die ook in een band hebben gespeeld tijdens hun studie. Verder neemt de homecoming court ook deel aan de parade, waarbij ze vaak gezamenlijk in een of meerdere cabrio's meerijden in de parade. Daarnaast nemen ook sommige buurtorganisaties, bedrijven, de lokale brandweer, en groepen van alumni deel aan de parade. De parade maakt deel uit van een stel andere activiteiten op dezelfde dag, dit kunnen zijn een pep rally, vreugdevuur, snake dance (parade van studenten) en andere activiteiten van studenten en alumni.

## Canada

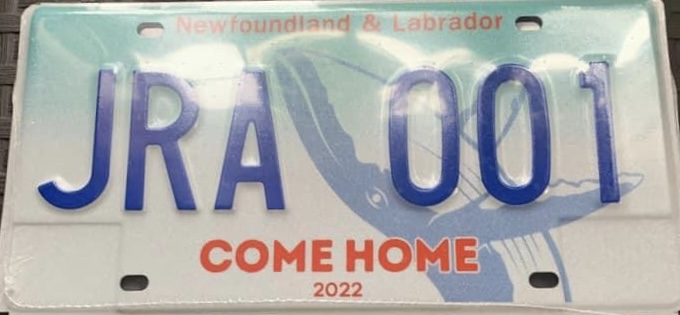
Vanwege het provinciale "Come Home Year" in 2022 werden er in Newfoundland en Labrador nummerplaten met het opschrift "Come Home" uitgegeven

De Canadese Homecoming lijkt wat betreft qua viering sterk op de Amerikaanse Homecoming, ook hier staat de homecoming vaak centraal rond een (Canadian)footballwedstrijd.
In Newfoundland en Labrador, een provincie die de voorbije decennia veel emigratie kende, houden vele kleine gemeenschappen een "Come Home Year". Tijdens dit evenement komen mensen terug die de gemeenschap verlaten hebben om zich elders in Canada te vestigen. In 2000 was er een provinciaal "Come Home Year", wat herhaald werd in 2022.
Homecomings vinden voornamelijk plaats in het oosten van Canada, maar zijn zelfs daar vrij ongewoon. Newmarket High School, London South Collegiate Institute, Banting Memorial High School and Earl Haig Secondary School zijn een paar voorbeelden van scholen uit Ontario waarvan bekend is dat zij homecomings verzorgen. Upper Canada College heeft ook een langstaande geschiedenis met de viering van homecoming, alhoewel dit evenement aldaar "A-Day" (Associaton Day) wordt genoemd.

## Fotogalerij

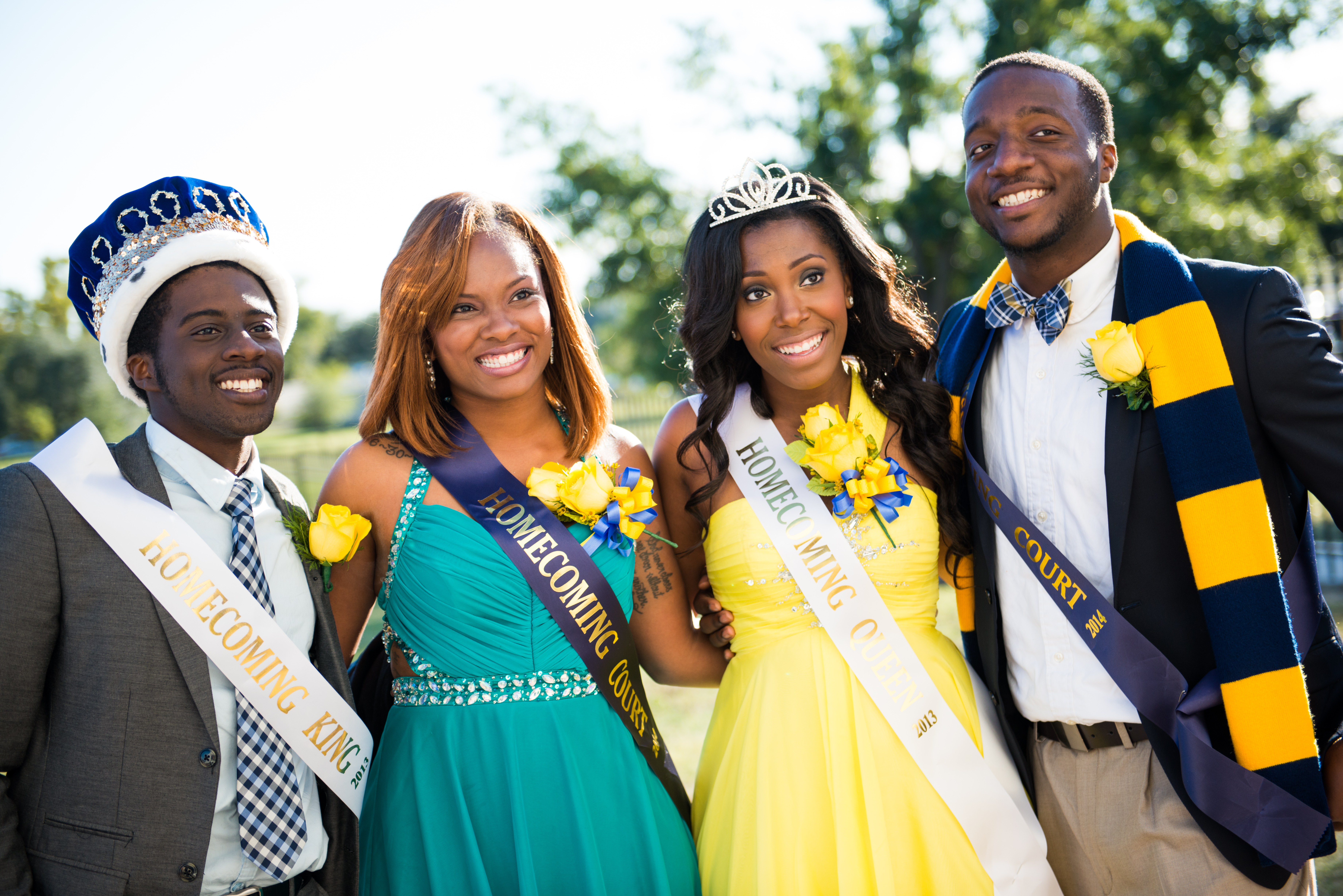
Homecoming court op Texas A&M University in 2014
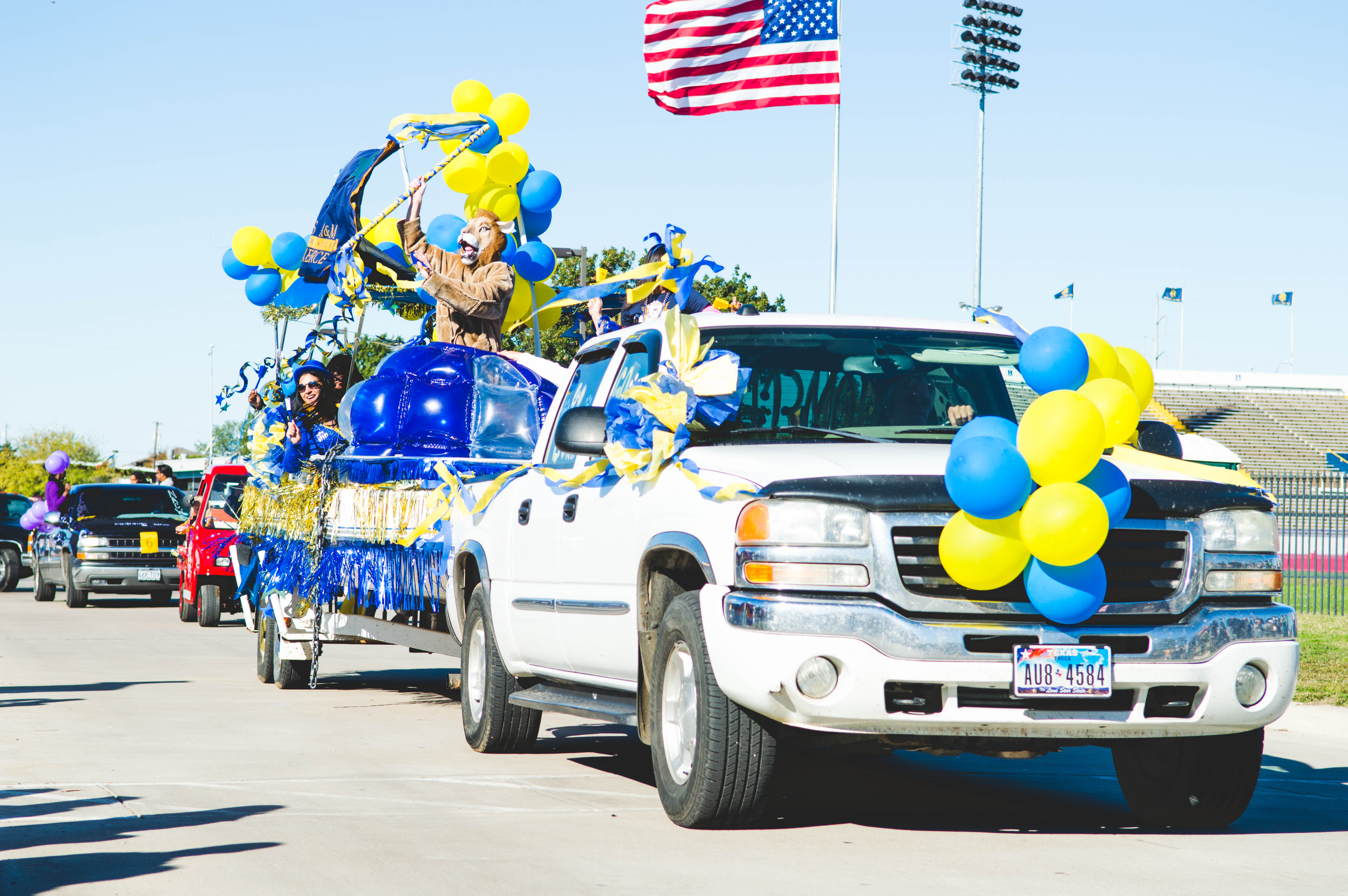
Homecoming parade op Texas A&M University in 2013
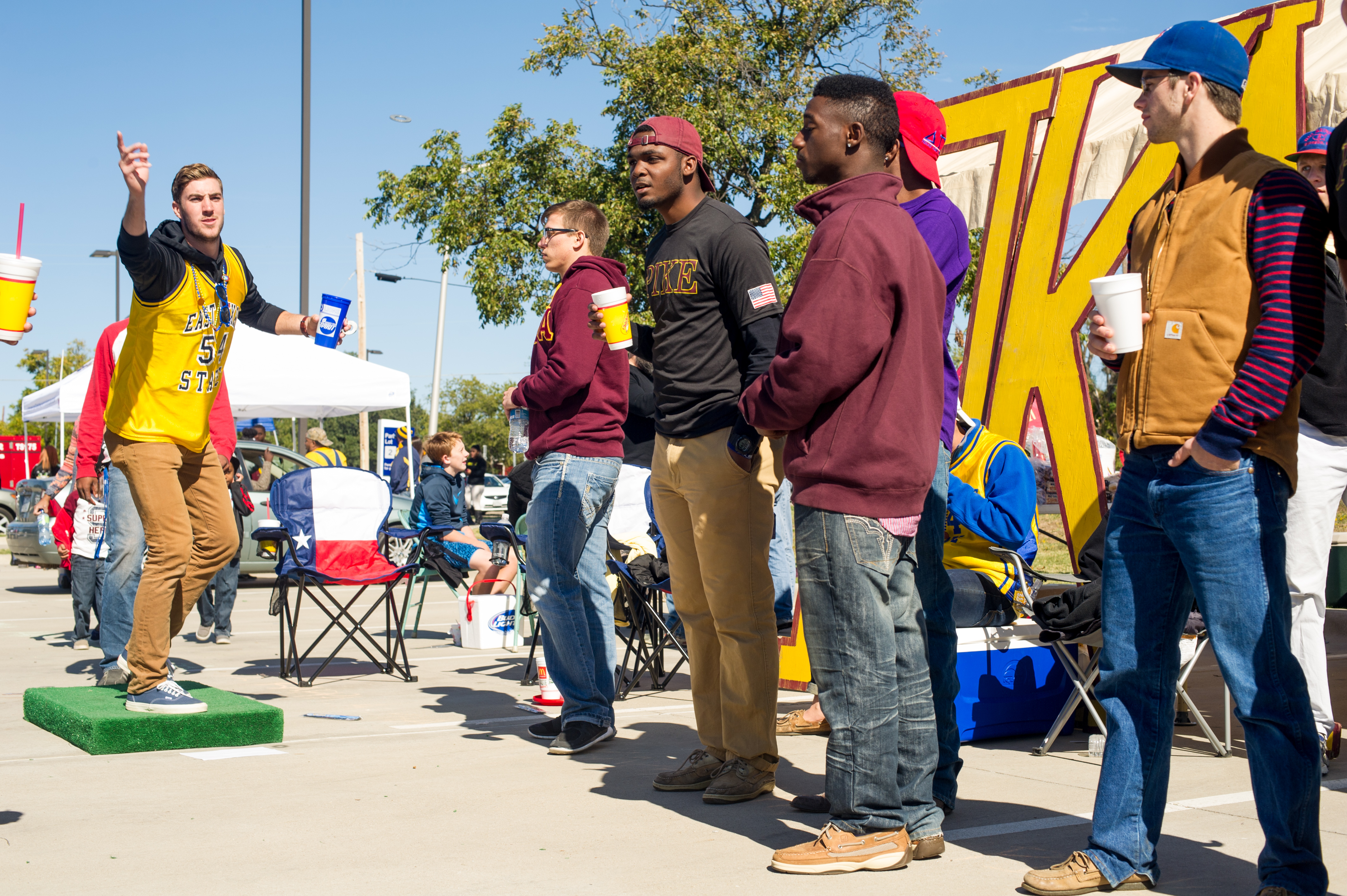
Homecoming tailgate op Texas A&M University in 2014